# Финаце (Ферегеу, Муреш)
Финаце (рум. Fânațe) — село у повіті Муреш в Румунії. Входить до складу комуни Ферегеу.
Село розташоване на відстані 288 км на північний захід від Бухареста, 25 км на північ від Тиргу-Муреша, 66 км на схід від Клуж-Напоки.

## Населення
За даними перепису населення 2002 року у селі проживали 13 осіб, усі — румуни. Усі жителі села рідною мовою назвали румунську.